# Henri Schouten
Pour les articles homonymes, voir Schouten.
Henri Schouten, également connu comme Henry Schouten, né à Paris (8e arrondissement) le 14 mai 1860 et mort en Belgique en 1927, est un peintre belge connu pour ses peintures de paysages, ses représentations animalières, ses natures mortes et ses scènes de genre.
Peintre prolifique, il expose à quelques salons triennaux belges, au cercle artistique L'Union des Arts et au Salon des artistes français de Paris en 1882. Le Musée Charlier de Saint-Josse-ten-Noode conserve une de ses toiles.

## Biographie

### Famille
Henri (Henri Victor Pierre) Schouten, né à Paris (8e arrondissement) le 14 mai 1860, est le fils de Victor Schouten (1831), artiste peintre, né à Batavia, et d'Éléonore Laurent (1837-1864), mariés à Paris, ancien premier arrondissement, le 9 novembre 1858 et demeurent au Faubourg Saint-Honoré. Son demi-frère Paul Schouten (1868-1922) (d) est également peintre. 
Henri Schouten épouse à Saint-Josse-ten-Noode le 11 novembre 1897 Marie Joséphine Hella (née à Rochefort le 12 avril 1876). Leur mariage permet la reconnaissance de leurs deux enfants : Marie Victor Pierre Henri Schouten (né à Saint-Josse-ten-Noode le 6 décembre 1894) et Éléonore Mathilde Olga Schouten (née à Saint-Josse-ten-Noode le 28 décembre 1896). Le peintre Charles Dehoy est l'un de leurs témoins.

### Formation
Né à Paris, Henri Schouten quitte la France, vers 1866, pour résider avec son père et sa belle-mère en Belgique. La famille Schouten s'installe d'abord brièvement à Malines, puis à Bruxelles. De 1876 à 1881, Henri Schouten est étudiant à l'Académie royale des beaux-arts de Bruxelles.

### Carrière
Dès 1881, Henri Schouten expose au cercle artistique L'Union des Arts et au Salon de Bruxelles. Sa présence aux expositions triennales se raréfie rapidement. En 1882, il expose au Salon des artistes français à Paris. Il se spécialise comme peintre animalier et vend aisément ses œuvres à un public d'amateurs réclamant ses toiles.
Henri Schouten meurt en 1927 à Bruxelles ou à Gand, selon des sources divergentes. En 1943, une exposition rétrospective de ses œuvres est organisée à La Haye.

## Œuvre

### Caractéristiques
Son champ pictural couvre les paysages et principalement les représentations animalières : des bovins, des moutons, des chevaux, de la volaille, des chiens et des animaux des champs. Il réalise aussi des scènes pastorales, parfois en collaboration avec son frère Paul qui peint les figures, et des natures mortes représentant des fleurs et des fruits.

### Réception critique
En 1881, à l'exposition de L'union des Arts, le quotidien L'Écho du Parlement publie cette critique : « Un groupe de jeunes peintres et sculpteurs, la plupart élèves ou anciens élèves de l'Académie, et réunis sous le nom de Union des Arts viennent d'ouvrir, Petite rue de l'Écuyer, une exposition de leurs travaux. […] Parmi la trentaine d'artistes il en est deux à tirer immédiatement hors de pair, ceux de M. Schouten et de Frantz Charlet. M. Schouten n'est plus un élève, c'est un artiste fait, à tempérament viril. Il expose deux grandes têtes d'animaux qui sont d'un dessin serré, d'une couleur vraie et d'une exécution hardie. Les caractères très différents des deux bêtes sont bien typés. L'œil du taureau est vivant et le bout du museau de la vache est d'un modèle gras et humide. C'est une excellente œuvre, qui marque à M. Schouten sa place parmi nos bons animaliers. Au moins, voilà un peintre doublé d'un dessinateur ».
Lorsqu'il expose, en 1883, pour la troisième fois au cercle artistique L'Union des Arts, le critique du Journal de Bruxelles reproche au peintre de ne pas exécuter ses toiles en plein air et écrit : « J'avais déjà constaté les dispositions remarquables de Schouten, tout en lui signalant les dangers de son extrême facilité à produire. Je lui disais combien les succès, surtout ceux qui sont soulignés par les marchands exposent un jeune homme à produire trop et à produire du mauvais. On fait vite parce qu'on a des acheteurs. On ne se préoccupe pas de bien faire, car ce n'est pas ce que demande le marchand, car le travail de l'atelier produit davantage et rapporte plus de bénéfice ».
Signe : Henry Schouten

### Galerie

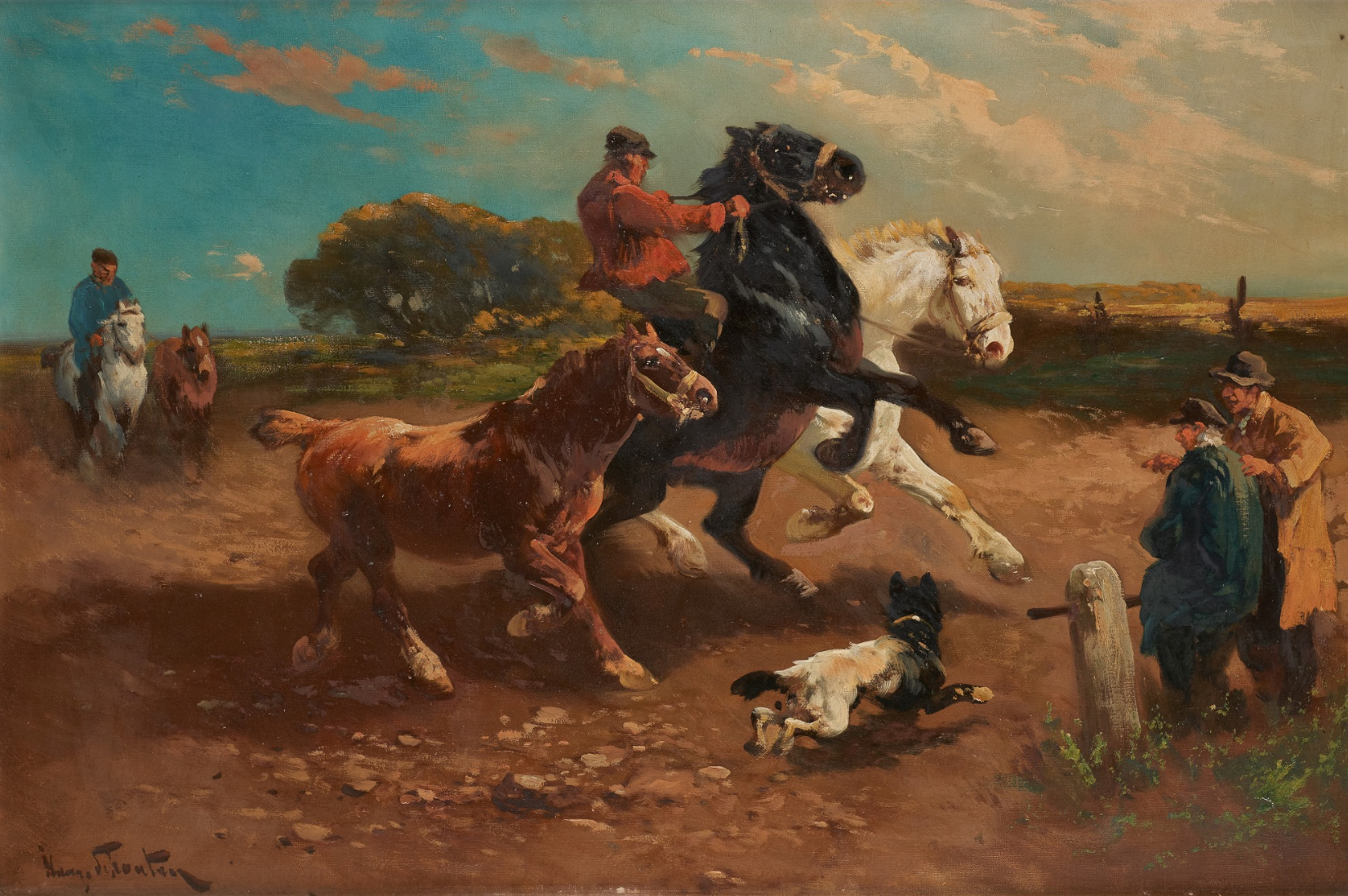
Dressage équestre.
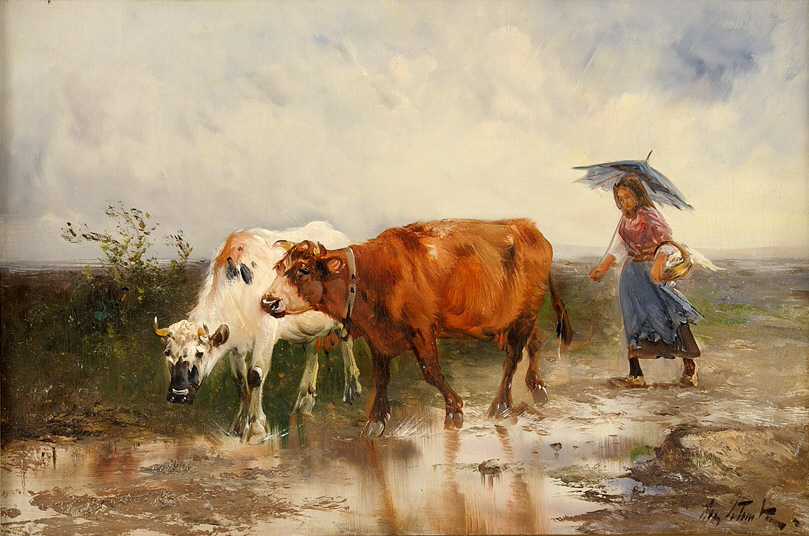
Sur le chemin du retour.
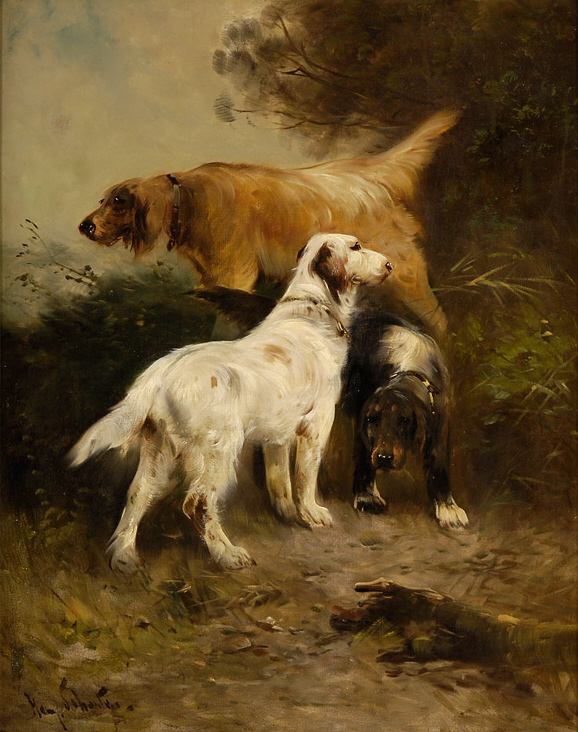
Chiens de chasse.
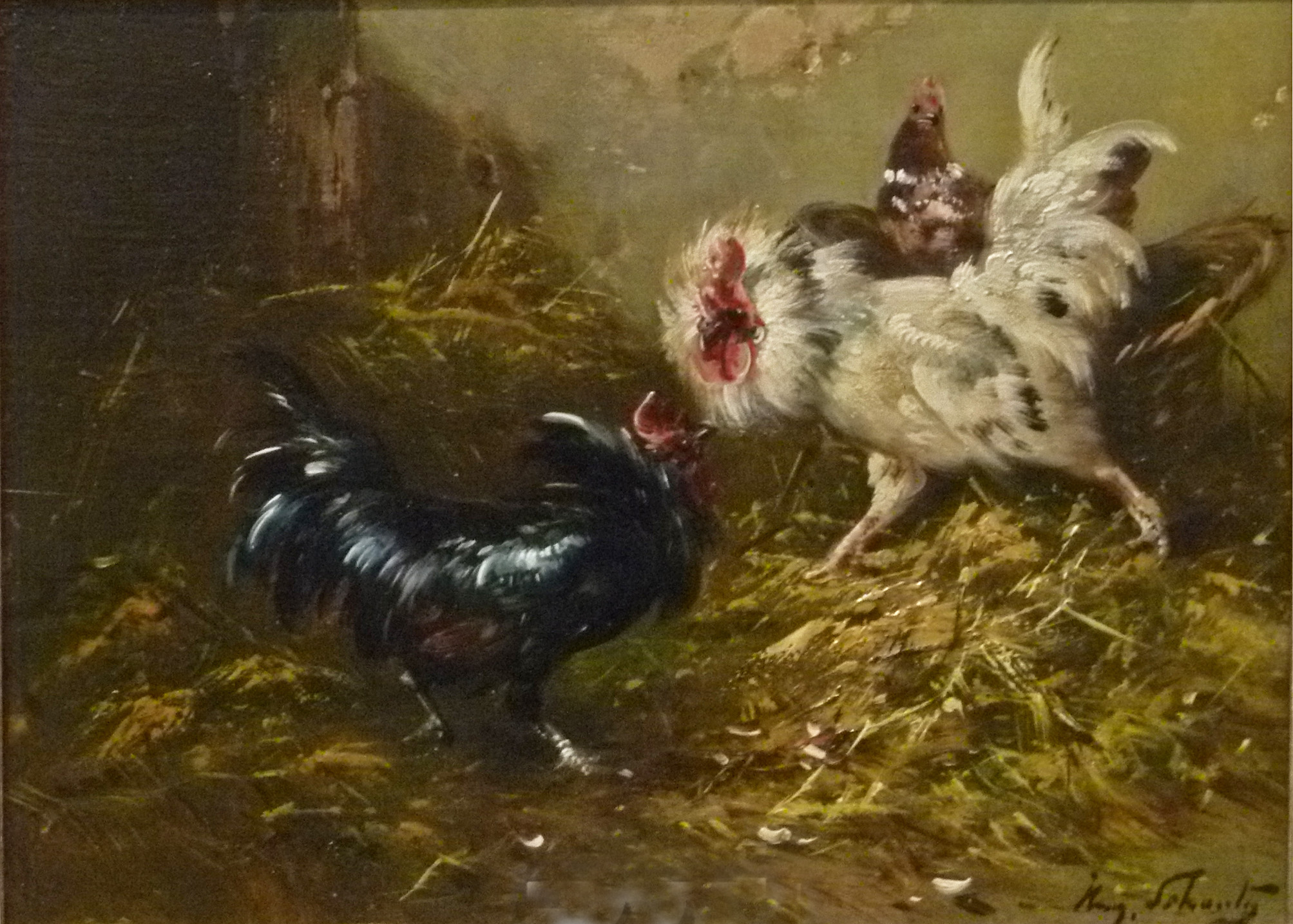
Deux coqs.

### Expositions

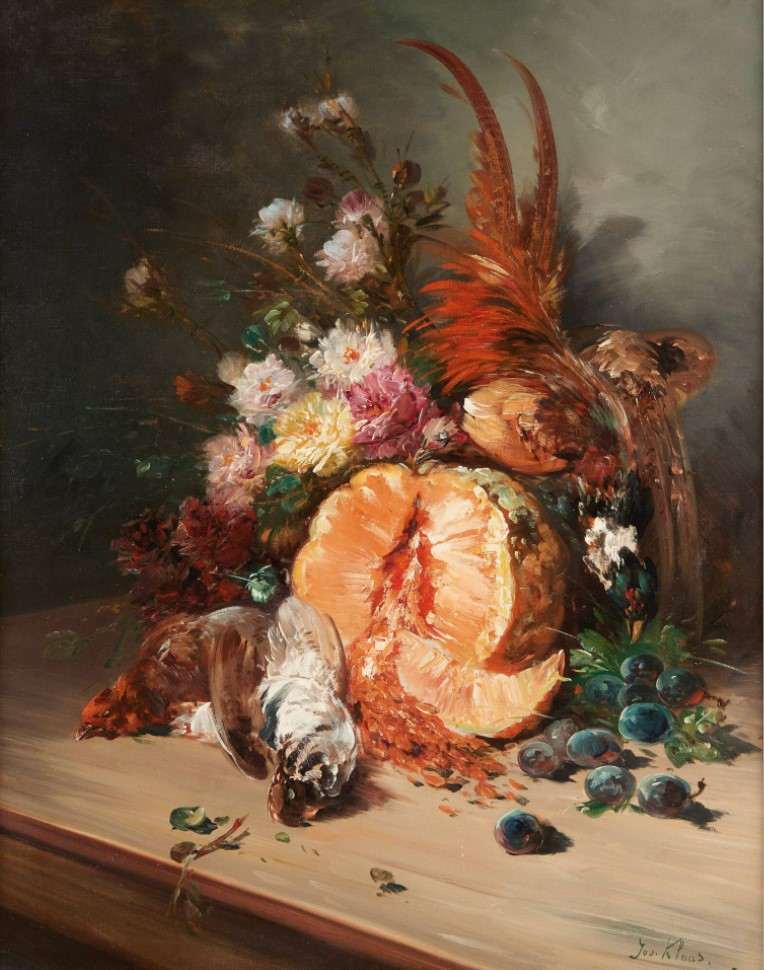
Nature morte aux fleurs, fruits et oiseaux.

#### Belgique
- Salon de Bruxelles de 1881 : Marché au bétail et Pâturage[6].
- Salon d'Anvers de 1882 : Le Parvis et Bétail au pâturage''[7].
- Salon de Gand de 1883 (XXXIIe) : Dans les Fougères et Pâturage[8].
- Salon de Bruxelles de 1893 : Souvenir de Rotterdam[9].

#### France
- Salon des artistes français à Paris de 1882 : Animaux[10].

### Collections muséales
- Musée Charlier à Saint-Josse-ten-Noode : Étude de poules (1880), huile sur toile, format 30,9 × 26,8 cm, inventaire no I-332-1996[11].